# František Kutnar
František Kutnar (* 7. Oktober 1903 in Mlázovice; † 11. September 1983 ebenda) war ein bedeutender tschechischer Historiker.
Kutnar, der als Lehrer an einer Mittelschule tätig war, galt daneben als ein anerkannter Forscher, Pädagoge und Schriftsteller. Unter anderem war er Vorsitzender des Historischen Klubs in Prag. 1994 ernannte man Kutnar an der Karls-Universität Prag in memoriam zum Professor der tschechischen und slowakischen Geschichte.
In seiner Forschung beschäftigte er sich vor allem mit dem Thema der Nationalen Wiedergeburt der Tschechen. An die Themen ging er strukturiert heran und beschäftigte sich oft mit Detailfragen. Er schrieb einige kleine Arbeiten, daneben Beträge für Fachzeitschriften und Tageszeitungen. Er richtete sein Augenmerk auf kollektive Fakten, die soziale Entwicklung und den gedanklichen Fortschritt der nationalen Wiedergeburt. Werke von Josef Šusta und Josef Pekař, die beide einen großen Einfluss auf ihn ausübten, führten ihn auch zur Soziologie und Psychologie. Oft wandte er modernste histographische Methoden an.
Sein wichtigster Beitrag war ein Entwurf der funktionell-strukturellen Analyse. Er betrachtete jede Tatsache als ein kompliziertes strukturelles Ganzes, das sich aus Teilen zusammensetzt, welches jedes für sich eine Funktion erfüllt und in Beziehung zu anderen steht. Wenn sich die Beziehungen ändern, so seine Aussage, verändert sich auch das Faktum an sich. Aus der Sicht der Historiographie untersuchte er den sozialen Ablauf während der nationalen Wiedergeburt, die Zeit der Reformation und die Ära des untergehenden Feudalismus zu Beginn des 19. Jahrhunderts.